# Kofun
|  | També hi ha un període Kofun del Japó |

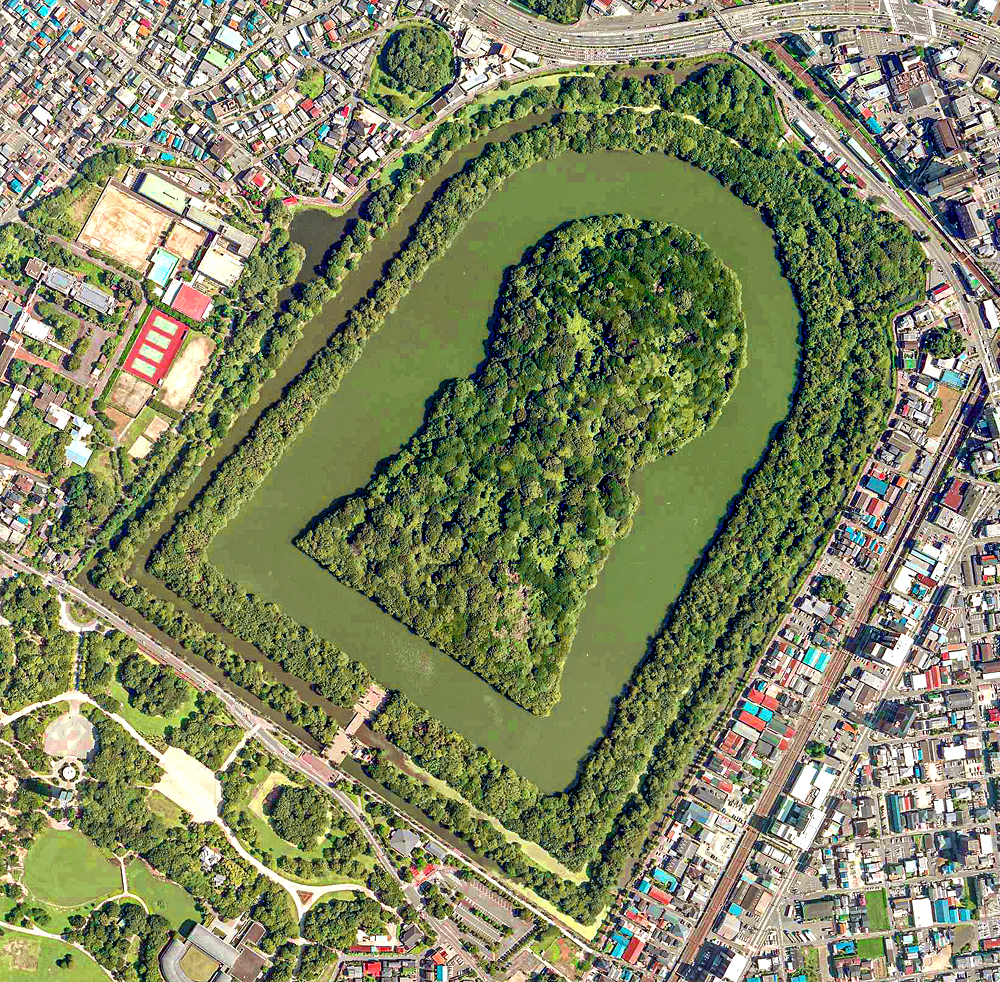
El túmul Daisen Kofun, Prefectura d'Osaka

Kofun (古墳, del lèxic xino-japonès que significa "tomba antiga") són tombes megalítiques o túmuls al Japó, construïts entre el principi del segle III i el principi del segle VII. Donen nom al període Kofun (del segle III al segle VI). Molts d'aquests kofun tenen monticles distintius amb la forma de forat de pany (zenpo-koenfun (前方後円墳)), que són únics a l'antic Japó. Els Mozu-Furuichi kofungun o grups de túmuls han estat proposat per a figurar com Patrimoni de la Humanitat.
Els kofun vam des de diversos metres de llargada a uns 400 metres de llarg. El més gran, atribuït a l'emperador Nintoku, és el Daisen kofun de Sakai.
La cambra funerària està disposada a la part rodona i consta d'un grup de megàlits.Un taüt de pedra es posava a la cambra funerària i diversos accessoris com espases i miralls de bronze es disposaven fora i dins del taüt. Les parets estaven pintades i es consideren oficialment Tresors Nacionals del Japó, mentre que els túmuls es consideren llocs de bellesa especial del Japó.